# Celtis lindheimeri
Celtis lindheimeri es una especie de planta   perteneciente a la familia Cannabaceae. Se encuentra en México y en EE. UU..

## Descripción
Tiene una altura promedio de 9 metros, y produce un fruto en forma de baya de color marrón rojizo. Se trata de una especie del género Celtis que es común en el oeste de Estados Unidos. El nombre común español es "Palo Blanco", que significa "árbol blanco", que se utiliza comúnmente para identificar este árbol.

## Hábitat
Es un árbol que se encuentra entre matorrales en los barrancos en Texas  cerca de San Antonio en el Condado de Edwards (Texas) y en el norte de México.

## Taxonomía
Celtis lindheimeri fue descrita por Engelm. ex K.Koch y publicado en Dendrologie 2(1): 434. 1872.
Etimología
Celtis: nombre genérico que deriva de céltis f. – lat. celt(h)is  = en Plinio el Viejo, es el nombre que recibía en África el "lotus", que para algunos glosadores es el azufaifo (Ziziphus jujuba Mill., ramnáceas) y para otros el almez (Celtis australis L.)
lindheimeri: epíteto  otorgado en honor del botánico Ferdinand Jacob Lindheimer